# Dreiband-Europameisterschaft der Junioren 2009

Logo CEB (ausrichtender Verband)

Die Dreiband-Europameisterschaft der Junioren 2009 war ein Turnier in der Karambolagedisziplin Dreiband und fand vom 13. bis 15. Februar in Krefeld statt.

## Modus
Gespielt wurde mit 16 Teilnehmern in vier Gruppen à vier Spielern im Round-Robin-Modus. Die beiden Gruppenbesten qualifizierten sich für das Viertelfinale. Bei Punktegleichheit zählte der direkte Vergleich. Die Partiedistanz betrug zwei Gewinnsätze à 15 Punkte in der Gruppenphase und drei Gewinnsätze à 15 Punkte in der KO-Phase.

## Qualifikation
| Abschlusstabelle Gruppe A | Abschlusstabelle Gruppe A | Abschlusstabelle Gruppe A | Abschlusstabelle Gruppe A | Abschlusstabelle Gruppe A | Abschlusstabelle Gruppe A | Abschlusstabelle Gruppe A | Abschlusstabelle Gruppe A | Abschlusstabelle Gruppe A |
| Platz                     | Name                      | PP                        | SP                        | Pkte                      | Aufn.                     | GD                        | BED                       | HS                        |
| ------------------------- | ------------------------- | ------------------------- | ------------------------- | ------------------------- | ------------------------- | ------------------------- | ------------------------- | ------------------------- |
| 1                         | Javier Palazón            | 6                         | 6:1                       | 104                       | 83                        | 1,253                     | 1,764                     | 7                         |
| 2                         | Mathieu Vlerick           | 4                         | 4:2                       | 72                        | 97                        | 0,742                     | 0,967                     | 5                         |
| 3                         | Kubilay Sahin             | 2                         | 3:4                       | 75                        | 122                       | 0,614                     | 0,555                     | 3                         |
| 4                         | Alexander Will            | 0                         | 0:6                       | 43                        | 108                       | 0,398                     | —                         | 3                         |

| Abschlusstabelle Gruppe B | Abschlusstabelle Gruppe B | Abschlusstabelle Gruppe B | Abschlusstabelle Gruppe B | Abschlusstabelle Gruppe B | Abschlusstabelle Gruppe B | Abschlusstabelle Gruppe B | Abschlusstabelle Gruppe B | Abschlusstabelle Gruppe B |
| Platz                     | Name                      | PP                        | SP                        | Pkte                      | Aufn.                     | GD                        | BED                       | HS                        |
| ------------------------- | ------------------------- | ------------------------- | ------------------------- | ------------------------- | ------------------------- | ------------------------- | ------------------------- | ------------------------- |
| 1                         | Glenn Hofman              | 6                         | 6:2                       | 110                       | 113                       | 0,973                     | 1,375                     | 5                         |
| 2                         | João Ferreira             | 4                         | 5:2                       | 103                       | 113                       | 0,911                     | 1,071                     | 4                         |
| 3                         | Kenny Miatton             | 2                         | 3:5                       | 94                        | 101                       | 0,930                     | 1,000                     | 6                         |
| 4                         | Philipp Hreczuch          | 0                         | 1:6                       | 48                        | 90                        | 0,533                     | —                         | 5                         |

| Abschlusstabelle Gruppe C | Abschlusstabelle Gruppe C | Abschlusstabelle Gruppe C | Abschlusstabelle Gruppe C | Abschlusstabelle Gruppe C | Abschlusstabelle Gruppe C | Abschlusstabelle Gruppe C | Abschlusstabelle Gruppe C | Abschlusstabelle Gruppe C |
| Platz                     | Name                      | PP                        | SP                        | Pkte                      | Aufn.                     | GD                        | BED                       | HS                        |
| ------------------------- | ------------------------- | ------------------------- | ------------------------- | ------------------------- | ------------------------- | ------------------------- | ------------------------- | ------------------------- |
| 1                         | Tolgahan Kiraz            | 6                         | 6:2                       | 112                       | 127                       | 0,881                     | 1,578                     | 6                         |
| 2                         | Jens van Dam              | 4                         | 5:3                       | 105                       | 134                       | 0,783                     | 0,967                     | 5                         |
| 3                         | Markus Schuster           | 2                         | 2:5                       | 70                        | 96                        | 0,729                     | 0,916                     | 5                         |
| 4                         | Léo Dubernet              | 0                         | 3:6                       | 104                       | 147                       | 0,707                     | —                         | 4                         |

| Abschlusstabelle Gruppe D | Abschlusstabelle Gruppe D | Abschlusstabelle Gruppe D | Abschlusstabelle Gruppe D | Abschlusstabelle Gruppe D | Abschlusstabelle Gruppe D | Abschlusstabelle Gruppe D | Abschlusstabelle Gruppe D | Abschlusstabelle Gruppe D |
| Platz                     | Name                      | PP                        | SP                        | Pkte                      | Aufn.                     | GD                        | BED                       | HS                        |
| ------------------------- | ------------------------- | ------------------------- | ------------------------- | ------------------------- | ------------------------- | ------------------------- | ------------------------- | ------------------------- |
| 1                         | Antonio Ortiz             | 6                         | 6:1                       | 97                        | 105                       | 0,923                     | 1,363                     | 7                         |
| 2                         | Cédric Melnytschenko      | 4                         | 4:2                       | 76                        | 71                        | 1,070                     | 2,142                     | 7                         |
| 3                         | Pavel Novak               | 2                         | 2:4                       | 53                        | 90                        | 0,588                     | 0,545                     | 5                         |
| 4                         | Bryan Tempelers           | 0                         | 1:6                       | 81                        | 148                       | 0,547                     | —                         | 5                         |

## Endrunde
|  | Viertelfinale Spiel auf zwei Gewinnsätze | Viertelfinale Spiel auf zwei Gewinnsätze | Viertelfinale Spiel auf zwei Gewinnsätze | Viertelfinale Spiel auf zwei Gewinnsätze | Viertelfinale Spiel auf zwei Gewinnsätze | Viertelfinale Spiel auf zwei Gewinnsätze |                |                | Halbfinale Spiel auf zwei Gewinnsätze | Halbfinale Spiel auf zwei Gewinnsätze | Halbfinale Spiel auf zwei Gewinnsätze | Halbfinale Spiel auf zwei Gewinnsätze | Halbfinale Spiel auf zwei Gewinnsätze | Halbfinale Spiel auf zwei Gewinnsätze |      |      | Finale Spiel auf zwei Gewinnsätze | Finale Spiel auf zwei Gewinnsätze | Finale Spiel auf zwei Gewinnsätze | Finale Spiel auf zwei Gewinnsätze | Finale Spiel auf zwei Gewinnsätze | Finale Spiel auf zwei Gewinnsätze |
|  |                                          |                                          |                                          |                                          |                                          |                                          |                |                |                                       |                                       |                                       |                                       |                                       |                                       |      |      |                                   |                                   |                                   |                                   |                                   |                                   |
|  |                                          | SP                                       | Pkt.                                     | Auf.                                     | ED                                       | HS                                       |                |                |                                       |                                       |                                       |                                       |                                       |                                       |      |      |                                   |                                   |                                   |                                   |                                   |                                   |
|  |                                          | SP                                       | Pkt.                                     | Auf.                                     | ED                                       | HS                                       |                |                |                                       |                                       |                                       |                                       |                                       |                                       |      |      |                                   |                                   |                                   |                                   |                                   |                                   |
|  | Javier Palazón                           | 3                                        | 48                                       | 49                                       | 0,979                                    | 7                                        |                |                |                                       |                                       |                                       |                                       |                                       |                                       |      |      |                                   |                                   |                                   |                                   |                                   |                                   |
|  | Javier Palazón                           | 3                                        | 48                                       | 49                                       | 0,979                                    | 7                                        |                | SP             | Pkt.                                  | Auf.                                  | ED                                    | HS                                    |                                       |                                       |      |      |                                   |                                   |                                   |                                   |                                   |                                   |
|  | Cédric Melnytschenko                     | 1                                        | 46                                       | 48                                       | 0,958                                    | 4                                        |                | SP             | Pkt.                                  | Auf.                                  | ED                                    | HS                                    |                                       |                                       |      |      |                                   |                                   |                                   |                                   |                                   |                                   |
|  | Cédric Melnytschenko                     | 1                                        | 46                                       | 48                                       | 0,958                                    | 4                                        | Javier Palazón | 3              | 53                                    | 46                                    | 1,152                                 | 6                                     |                                       |                                       |      |      |                                   |                                   |                                   |                                   |                                   |                                   |
|  |                                          | SP                                       | Pkt.                                     | Auf.                                     | ED                                       | HS                                       | Javier Palazón | 3              | 53                                    | 46                                    | 1,152                                 | 6                                     |                                       |                                       |      |      |                                   |                                   |                                   |                                   |                                   |                                   |
|  |                                          | SP                                       | Pkt.                                     | Auf.                                     | ED                                       | HS                                       |                | Tolgahan Kiraz | 1                                     | 30                                    | 45                                    | 0,666                                 | 4                                     |                                       |      |      |                                   |                                   |                                   |                                   |                                   |                                   |
|  | Tolgahan Kiraz                           | 3                                        | 69                                       | 85                                       | 0,811                                    | 6                                        |                | Tolgahan Kiraz | 1                                     | 30                                    | 45                                    | 0,666                                 | 4                                     |                                       |      |      |                                   |                                   |                                   |                                   |                                   |                                   |
|  | Tolgahan Kiraz                           | 3                                        | 69                                       | 85                                       | 0,811                                    | 6                                        |                |                |                                       |                                       |                                       |                                       |                                       | SP                                    | Pkt. | Auf. | ED                                | HS                                |                                   |                                   |                                   |                                   |
|  | João Ferreira                            | 2                                        | 61                                       | 85                                       | 0,717                                    | 6                                        |                |                |                                       |                                       |                                       |                                       |                                       | SP                                    | Pkt. | Auf. | ED                                | HS                                |                                   |                                   |                                   |                                   |
|  | João Ferreira                            | 2                                        | 61                                       | 85                                       | 0,717                                    | 6                                        | Javier Palazón | 2              | 45                                    | 34                                    | 1,323                                 | 9                                     |                                       |                                       |      |      |                                   |                                   |                                   |                                   |                                   |                                   |
|  |                                          | SP                                       | Pkt.                                     | Auf.                                     | ED                                       | HS                                       | Javier Palazón | 2              | 45                                    | 34                                    | 1,323                                 | 9                                     |                                       |                                       |      |      |                                   |                                   |                                   |                                   |                                   |                                   |
|  |                                          | SP                                       | Pkt.                                     | Auf.                                     | ED                                       | HS                                       |                | Glenn Hofman   | 3                                     | 58                                    | 35                                    | 1,657                                 | 6                                     |                                       |      |      |                                   |                                   |                                   |                                   |                                   |                                   |
|  | Glenn Hofman                             | 3                                        | 67                                       | 63                                       | 0,904                                    | 7                                        |                | Glenn Hofman   | 3                                     | 58                                    | 35                                    | 1,657                                 | 6                                     |                                       |      |      |                                   |                                   |                                   |                                   |                                   |                                   |
|  | Glenn Hofman                             | 3                                        | 67                                       | 63                                       | 0,904                                    | 7                                        |                | SP             | Pkt.                                  | Auf.                                  | ED                                    | HS                                    |                                       |                                       |      |      |                                   |                                   |                                   |                                   |                                   |                                   |
|  | Jens van Dam                             | 1                                        | 31                                       | 62                                       | 0,500                                    | 4                                        |                | SP             | Pkt.                                  | Auf.                                  | ED                                    | HS                                    |                                       |                                       |      |      |                                   |                                   |                                   |                                   |                                   |                                   |
|  | Jens van Dam                             | 1                                        | 31                                       | 62                                       | 0,500                                    | 4                                        | Glenn Hofman   | 3              | 45                                    | 47                                    | 0,957                                 | 7                                     |                                       |                                       |      |      |                                   |                                   |                                   |                                   |                                   |                                   |
|  |                                          | SP                                       | Pkt.                                     | Auf.                                     | ED                                       | HS                                       | Glenn Hofman   | 3              | 45                                    | 47                                    | 0,957                                 | 7                                     |                                       |                                       |      |      |                                   |                                   |                                   |                                   |                                   |                                   |
|  |                                          | SP                                       | Pkt.                                     | Auf.                                     | ED                                       | HS                                       |                | Antonio Ortiz  | 0                                     | 35                                    | 45                                    | 0,777                                 | 5                                     |                                       |      |      |                                   |                                   |                                   |                                   |                                   |                                   |
|  | Antonio Ortiz                            | 3                                        | 58                                       | 62                                       | 0,935                                    | 4                                        |                | Antonio Ortiz  | 0                                     | 35                                    | 45                                    | 0,777                                 | 5                                     |                                       |      |      |                                   |                                   |                                   |                                   |                                   |                                   |
|  | Antonio Ortiz                            | 3                                        | 58                                       | 62                                       | 0,935                                    | 4                                        |                |                |                                       |                                       |                                       |                                       |                                       |                                       |      |      |                                   |                                   |                                   |                                   |                                   |                                   |
|  | Mathieu Vlerick                          | 1                                        | 51                                       | 61                                       | 0,836                                    | 5                                        |                |                |                                       |                                       |                                       |                                       |                                       |                                       |      |      |                                   |                                   |                                   |                                   |                                   |                                   |
|  | Mathieu Vlerick                          | 1                                        | 51                                       | 61                                       | 0,836                                    | 5                                        |                |                |                                       |                                       |                                       |                                       |                                       |                                       |      |      |                                   |                                   |                                   |                                   |                                   |                                   |

Quellen:

## Abschlusstabelle
| MP    | Match Points (Sieger = 2; Unentschieden = 1; Verlierer = 0) |
| Pkte. | Erzielte Karambolagen                                       |
| Aufn. | Benötigte Versuche                                          |
| GD    | Generaldurchschnitt                                         |
| BED   | Bester Einzeldurchschnitt eines Spielers                    |
| HS    | Höchstserie                                                 |
|       | Bester GD des Turniers                                      |
|       | Bester ED des Turniers                                      |
|       | Beste HS des Turniers                                       |
|       | 1. Platz (Gold)                                             |
|       | 2. Platz (Silber)                                           |
|       | 3. Platz (Bronze)                                           |

| Endklassement              | Endklassement | Endklassement        | Endklassement | Endklassement | Endklassement | Endklassement | Endklassement | Endklassement | Endklassement |
| Phase                      | Platz         | Name                 | MP            | SV            | Pkt.          | Aufn.         | GD            | BED           | HS            |
| -------------------------- | ------------- | -------------------- | ------------- | ------------- | ------------- | ------------- | ------------- | ------------- | ------------- |
| Finale                     | 1             | Glenn Hofman         | 12:0          | 15:5          | 270           | 258           | 1,046         | 1,657         | 7             |
| Finale                     | 2             | Javier Palazón       | 10:2          | 14:6          | 250           | 212           | 1,179         | 1,764         | 9             |
| Halb- finale               | 3             | Antonio Ortiz        | 8:2           | 9:5           | 190           | 212           | 0,896         | 1,363         | 7             |
| Halb- finale               | 3             | Tolgahan Kiraz       | 8:2           | 10:7          | 211           | 257           | 0,821         | 1,578         | 6             |
| Viertel- finale            | 5             | João Ferreira        | 4:4           | 7:5           | 164           | 198           | 0,828         | 1,071         | 6             |
| Viertel- finale            | 6             | Jens van Dam         | 4:4           | 6:6           | 136           | 196           | 0,693         | 0,967         | 5             |
| Viertel- finale            | 7             | Cédric Melnytschenko | 4:4           | 5:5           | 122           | 119           | 1,025         | 2,142         | 7             |
| Viertel- finale            | 8             | Mathieu Vlerick      | 4:4           | 5:5           | 123           | 158           | 0,778         | 0,967         | 5             |
| Gruppen- phase             | 9             | Kubilay Sahin        | 2             | 3:4           | 75            | 122           | 0,614         | 0,555         | 3             |
| Gruppen- phase             | 10            | Kenny Miatton        | 2             | 3:5           | 94            | 101           | 0,930         | 1,000         | 6             |
| Gruppen- phase             | 11            | Pavel Novak          | 2             | 2:4           | 53            | 90            | 0,588         | 0,545         | 5             |
| Gruppen- phase             | 12            | Markus Schuster      | 2             | 2:5           | 70            | 96            | 0,729         | 0,916         | 5             |
| Gruppen- phase             | 13            | Léo Dubernet         | 0             | 3:6           | 104           | 147           | 0,707         | —             | 4             |
| Gruppen- phase             | 14            | Bryan Tempelers      | 0             | 1:6           | 81            | 148           | 0,547         | —             | 5             |
| Gruppen- phase             | 15            | Philipp Hreczuch     | 0             | 1:6           | 48            | 90            | 0,533         | —             | 5             |
| Gruppen- phase             | 16            | Alexander Will       | 0             | 0:6           | 43            | 108           | 0,398         | —             | 3             |
| Turnierdurchschnitt: 0,809 |               |                      |               |               |               |               |               |               |               |